# Pierremont
Pierremont ist eine französische Gemeinde mit 326 Einwohnern (Stand 1. Januar 2022) im Arrondissement Arras des Départements Pas-de-Calais. Sie liegt im Kanton Saint-Pol-sur-Ternoise und ist Mitglied des Kommunalverbandes Ternois.
|                    | Fleury           |                      |
| Bermicourt         | Kompass          | Wavrans-sur-Ternoise |
| Humières, Beauvois | Croix-en-Ternois | Hernicourt           |

## Sehenswürdigkeiten

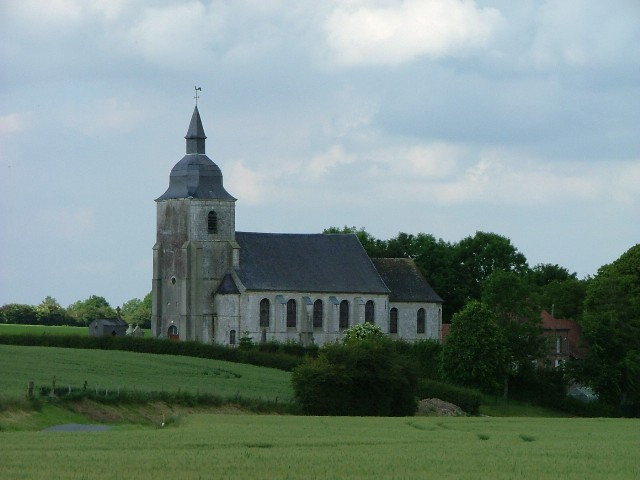
Kirche Notre-Dame-du-Rosaire